# Plecia paenerubescens
Plecia paenerubescens är en tvåvingeart som beskrevs av Hardy 1961. Plecia paenerubescens ingår i släktet Plecia och familjen hårmyggor.
Artens utbredningsområde är Kongo. Inga underarter finns listade i Catalogue of Life.